# Anne Auffret
Anne Auffret (nascuda a Bulat-Pestivien) és una cantant i virtuosa de l'arpa tradicional bretona. El 1973 va debutar amb el disc Kanennou Santel. El seu repertori beu dels cants religiosos bretons i dels cants profans gwerzioù i sonioù. A partir del 1980 va fer nombroses gires a l'estranger (Alemanya, Irak, Grècia i Marroc). El 1984 va col·laborar amb el músic bretó Yann-Fañch Kemener i el 1991 amb el talabarder Jean Baron i l'organista Michel Ghesquière. El 1994 fundà el grup Kan Telenn, amb Hoëla Barbedette i Muriel Desfontaine, i el 1995 va fer una gira per Irlanda amb el flautista Pol Huelou.

## Discografia
- Kanennou Santel (1973)
- Chants profonds de Bretagne (1985)
- Soñj (1991)
- Roue Gradlon Ni Ho Salud (1993)
- Pedenn (2000)